# Юридическа психология
Юридическата психология, по-рядко наричана правна психология, е емпиричното психологическо изследване на правото, правните институции и хората, които практикуват правото. Тоест това е раздел от психологията, чийто предмет на изучаване са психологическите характеристики и особености на дейностите свързани с правоприлагането, а именно:
- осъществяването на правосъдието и в частност психология на поведението на участниците в наказателното производство и работата на служителите на правоохранителните органи и другите правни служби, например:
  - въпроси, свързани със спомените на свидетеля;
  - взимането на решение от съдебните заседатели (в американската правна система);
  - разследванията;
  - разпитите.

Терминът „правна психология“ започва да се употребява едва в последно време, основно като разграничение от експерименталния фокус на правната психология спрямо клинично-ориентираната съдебна психология. Правната и съдебната психология заедно формират полето „право и психология“. Следвайки предходни опити от психолози да отговорят на съществени правни проблеми и въпроси право и психология става изследователско поле през 60-те години на 20 век, като опит в усилието да се разширят възможностите на правораздаването. Многодисциплинарната Дивизия 41 на Американската психологическа асоциация – Американското общество за психология и право – действа, като има за своя цел спомагането на приноса на психологията към разбирането на правото и правните системи чрез изследвания, както и чрез осигуряване на обучение на психолози в правните въпроси и съответно на правния персонал в психологическите въпроси и теми.

## История
Всеки тип изследвания, които комбинират психологическите принципи с правно приложение или контекст, могат да бъдат считани за правна психология (макар че теми, свързани с клиничната психология са част по-скоро от съдебната психология).
По тази причина историята на юридическата психология се разглежда двуяко – и от гледна точка на историята на правото и на психологията. За основополагащ труд в областта на юридическата психология се счита „За престъпленията и наказанията“ на Чезаре Бекария (1738 – 1794).

## Задачи и цели
- осъществява научен синтез на психологическите и юридическите знания;
- разкрива правно-психологическата същност на основните правни категории;
- гарантира разбиране чрез вникване в дълбочина от юриста в обекта на неговата деятелност – на база конкретното човешко поведение;
- разкрива особеностите на психичната дейност на различните субекти в правоотношението и тяхното психично състояние в различни житейски ситуации по отношение на правоприлагането и правоохранителната дейност;
- изготвя препоръки за усъвършенстване на законодателството.

## Методи
Поради обстоятелството, че правната психология е приложна дисциплина, тя е насочена към изследване и изучаване на правнозначими явления и казуси в обективната действителност, използвайки общопсихологическа методология. Тя е повече психологическа дисциплина, а методологията ѝ включва:
- метод на структурния анализ;
- метод на структурно-генетичен анализ;
- методи на качествения (функционален) и количествен (статистически) анализ;
- метод на естествения експеримент и метод на лабораторния експеримент;
- метод на беседата;
- метод на изследване на гражданските и наказателни дела, както и на следствените и съдебните грешки;
- биографичен метод;
- метод на обощение на независимите характеристики;
- съдебно-психологическа експертиза;
- метод на анкетата, метод на задълбоченото интервю, метод на балообразуващото оценяване и класиране;
- метод на изследване на конкретния случай като индивидуален подход (монографичен метод).